# Pterygopleurum neurophyllum
Pterygopleurum neurophyllum là một loài thực vật có hoa trong họ Hoa tán. Loài này được (Maxim.) Kitag. miêu tả khoa học đầu tiên năm 1937.